# PPPPPP
《PPPPPP》是日本漫畫家MAPOLLO3號創作的鋼琴漫畫。自《週刊少年Jump》2021年42號起開始連載，至2023年13號連載結束。本作為MAPOLLO3號的初次連載作品，作品前身為《週刊少年Jump》2021年2號刊載的短篇《噠噠噠噹》（日语：ダダダダーン）。短篇版與連載版的故事各不相同，主角也不同，但使用同一世界觀。
截至2022年11月，單行本累計發行量突破35萬冊。

## 故事大綱
鋼琴界權威的音上家誕下了七胞胎，七胞胎中有六個人是鋼琴天才，只有排行第六的幸運被父親認定是庸才，因而受到父親的虐待及疏離，父母也因此離婚。跟著母親的幸運長大後成為了喜歡彈鋼琴的平凡中學生，而另外六個手足則成為了世界知名的鋼琴家。某日，幸運意外得知母親已時日無多的事實，為了讓母親在死前看到他們七兄弟重歸於好、像小時候一樣彈鋼琴的模樣，幸運決意要成為能與天才手足們比肩的出色鋼琴家。

## 登場人物
以下為有聲漫畫版的聲優。

### 四分谷音樂高中
園田幸運（聲：齊藤壯馬）
本作主角。音上七胞胎第六子，以唱名中的「La」為名字字首。有著黃色的星形頭髮，七胞胎中唯一被父親認定為「庸才」的孩子。
父母離婚後跟著母親，自此沒有再跟其他六個手足見過面。熱愛鋼琴，但是幾乎沒有彈琴的機會，在母親的鼓勵下重新以鋼琴家為目標，並被四分谷音樂高中錄取。
擅長的曲目是《小星星》，這是以前七胞胎經常彈給母親聽的曲子。進入四分谷後，被發現擁有能讓聽眾親身體驗故事情境的神祕能力，與其他六胞胎的音樂形式有所不同。
在故事結局，因受到比賽敗北、母親病逝等打擊，最終身體被身為天才的自己奪舍。
古須亞子（聲：芹澤優）
幸運的同學，持有絕對音感的雙馬尾少女，為學年榜首。與幸運同為DADA老師的門下弟子。
母親曾是優秀的鋼琴家，但卻在某次音樂競賽中敗給音上樂音，從此一蹶不振。認為「打倒音上家的話，母親或許就會變回彈鋼琴時非常溫柔的那個母親」，因此將成為鋼琴家設為目標。據梅洛莉所說，本人實際上似乎並不喜歡彈琴。之後被發現可能擁有指揮家的才能，在芬達的介紹下開始學習指揮。
被幸運的情境體驗演奏所感動，認可了幸運，之後得知幸運也是音上家一員後也不改其態度。
出田英雄（聲：森田則昭）
幸運的指導老師，通稱「DADA老師」。戴帽子、光頭的年輕男性。認為幸運擁有勝過自己的潛能，盡心培育成績吊車尾的幸運。
是唯一曾在比賽中贏過音上樂音的人，但就只贏過那麼一次。實際上當時是透過情境體驗演奏向觀眾席上的樂音灌輸「所有人都是音上樂音」的體驗，讓心滿意足的音上樂音自行棄權，從此樂音開始追求所有人都是天才的世界，可以說是導致樂音黑化的元凶。
卷六九
幸運的同學，綁著兩條小辮子的矮小少年。聽音課的座位坐在幸運旁邊，是已經留級一年的留級生，時常翹課。
之所以彈琴的原動力是想要聽到觀眾的喝采，但無論怎麼努力都無法達到跟音上六胞胎一樣的高度，之後便不常去上課。在聽完幸運的情境體驗演奏後心境有所改變，變得比較會認真上課，也與幸運和古須成為朋友。
山中梅洛莉
四分谷音樂高中的三年級生，理事長的門下弟子，捨棄了天才名號的「原天才」。頭上綁著巨大蝴蝶結，笑容滿面的少女。曾作為職業鋼琴家活躍，現在則是人氣樂團的一員。自述不想成為音上家那樣的人，想要成為所有人都能當作目標的音樂家，因此放棄了天才的名號，目標是從音上樂音的魔爪中守護音樂業界。
為作品前身短篇《噠噠噠噹》的女主角。彈琴時會出現的幻象是「扭曲」。
日野運
梅洛莉的朋友，住在山中、打扮充滿野性的長髮少年。是個擅長調查情報的天才宅男，家中的大房間內貼滿了他所調查到的資料。
為作品前身短篇《噠噠噠噹》的主角。並非鋼琴的天才，但卻是什麼東西都能學得很好的「學習的天才」。擅長透過事前調查演繹並模仿對手的彈琴方式，在理事長的要求下嘗試將作為假想敵的音上六胞胎所有人的彈琴方式都記憶下來，甚至能夠短暫重現音上六胞胎彈琴時的「幻象」，但只有音上空近的演奏方式還沒能學成。

### 音上家
音上樂音（聲：比上孝浩）
音上家之主，七胞胎的父親。輕鬆制霸世界三大鋼琴比賽（柴可夫斯基國際音樂比賽、伊莉莎白王后國際音樂比賽、蕭邦國際鋼琴比賽）的偉大鋼琴家。原名不詳，「樂音」是他年少時自己替自己取的名字。
性格殘忍而冷酷，以極端嚴格的方式教育並支配著子女，會對鋼琴彈得不好或是反抗自己的子女施予體罰。在音樂業界擁有極大的話語權，常將自己看不上眼的庸俗鋼琴家從業界放逐出去，目標是將音樂業界改造成只有「天才」才得以存在的世界。學生時代曾是個除了鋼琴以外什麼都做不好的笨拙少年。在大雨中與蝶調相遇，與其相戀、結婚生子，曾經是個願意把毫無音樂才能的蝶調放在「心目中第二位」（僅次於自己的鋼琴）的人，不知不覺中卻變成了現在的模樣。
彈琴時曾出現的幻象包含了天空、森林、遊樂園等，是六胞胎幻象的綜合體。
音上東
音上七胞胎長子，以唱名中的「Do」為名字字首。有著向上爆炸一般的土黃色頭髮，瞇瞇眼。由於會忠實地演繹出曲子該有的模樣，在兄弟當中獲得了觀眾最高的評價。
一心只想著鋼琴的鋼琴癡，除此之外的東西都不太放在心上，甚至連兄弟們叫什麼名字都會搞錯。不過伶次郎認為告訴他母親病危的消息的話，只要沒有忘記這件事就會過去探病。
音上伶次郎
音上七胞胎次子，以唱名中的「Re」為名字字首。橘髮妹妹頭的少年。人稱「轟音的天才」，擁用強大的指力。
小時候與幸運的關係非常親密，時常黏在幸運身邊撒嬌，沒有跟幸運一起睡的話就沒辦法入睡。父母離婚後繼續受到父親的高壓教育，跟其他兄弟們也說不太上話，好不容易交到的朋友又被父親從鋼琴業界放逐，各種壓力令他罹患上了失眠症。因此在和許久不見的幸運重新相認時，一開始先是遷怒於他，更打算將幸運也逐出鋼琴業界。之後在幸運的《德弗札克第9號交響曲》演奏中體驗到了他一直想要的「並非身為天才，而是身為平凡人的生活」，解開心結並與幸運重歸於好。在那之後變得跟小時候一樣黏著幸運不放，目標變成從父親的手中守護幸運。
彈琴時會出現的幻象是「夕陽的巨人」。
音上咪敏（聲：琴石ゆうひ）
音上七胞胎三子，以唱名中的「Mi」為名字字首。七胞胎當中唯一的女孩，留著綠色的大波浪長髮。
性格天真開朗且我行我素，就連自己的父親都不放在眼裡，比賽時甚至會無視規則、彈奏非指定的曲目。從小就老是做些危險的事，常被擔心她的幸運從旁制止。雖然想用自己喜歡的方式自由彈琴，但那過於自由的演奏卻不被觀眾青睞，父親也指示她用正常的方式彈琴，令她相當煩惱。非常喜歡梅洛莉，將她視為自己的妖精（救世主）。彈琴時會出現的幻象是「扭曲森林」，但當咪敏照著自己喜歡的方式彈琴時，便會出現以梅洛莉為形象的「妖精們」的幻象。
在聽了幸運演奏的《歡樂島》之後解開心結，決心要以自己喜歡的方式彈鋼琴，並放棄了自己作為古典鋼琴家的音樂生涯。
音上芬達
音上七胞胎四子，以唱名中的「Fa」為名字字首。紫髮的健壯少年，擁有七胞胎中最高大的身材，興趣是鍛鍊肌肉。
個性輕浮自戀，常和女孩子一起出去玩。似乎討厭拋棄自己的女人，對於母親展現出露骨的嫌惡。小時候曾經是七胞胎中最擔心母親病情的孩子。
與其他個性強烈的兄弟們不同，是音上六胞胎中唯一會考慮聽眾感受、迎合聽眾而彈琴的人。彈琴時會出現的幻象是「下著寶石雨的遊樂園」，會根據聽眾想看到的樣子而呈現出不同的模樣。
音上空近
音上七胞胎五子，以唱名中的「Sol」為名字字首。天藍色短髮的少年，平時幾乎都在閉著眼睛睡覺。
性情看似溫和，被伶次郎評價為是七胞胎中最值得信任的人，但實際上是以「有不有趣」來判斷事物的價值，會幫助讓他覺得有趣的那一邊。因為對死亡後的世界充滿期待，就算母親病危也不會替她難過。
其鋼琴實力在六胞胎中似乎也是出類拔萃，因此被贊助人有意減少表演場數，好讓大眾覺得六胞胎都是同樣強大。彈琴時沒有摻雜情感，只有一片虛無，據日野運所言其鋼琴技巧是音上六胞胎中最難被複製的。彈琴時會出現的幻象是「天空」，能使聽眾在天空中看到自己最深信不疑的事物。
音上西卡托
音上七胞胎么子，以唱名中的「Si」為名字字首。銀色長髮的少年，非常喜歡父親，對於反抗父親的咪敏展現出強烈的攻擊性。

### 其他
園田蝶調（聲：矢野優美華）
音上七胞胎的母親，音上樂音的前妻，留有一頭超長髮。很愛護自己的孩子，為了保護沒有才能的幸運而選擇與樂音離婚。因生下七胞胎而身體虛弱，只能臥病在床，已經沒剩多久可活。
古典音樂世家出身，學生時代時卻反抗父親跑去玩搖滾樂，在大雨中與比自己年紀更小的樂音相遇，成為了他初次演奏的聽眾。之後與樂音瘋狂相戀，結婚並誕下了七胞胎，但在不知不覺間兩人的感情卻走向破裂。最終在第59話病逝，死前一心想著自己的七個孩子，對於曾經相愛的樂音卻沒多做感想。

## 宣傳
2022年9月2日發售的單行本第4卷書腰上，印有歌手Ado對本作的推薦。

## 出版書籍
| 卷數 | 集英社 | 集英社        | 集英社                 | 東立出版社 | 東立出版社    | 東立出版社             |
| 卷數 | 副標題 | 發售日期      | ISBN                   | 副標題     | 發售日期      | ISBN                   |
| ---- | ------ | ------------- | ---------------------- | ---------- | ------------- | ---------------------- |
| 1    |        | 2022年1月4日  | ISBN 978-4-08-883006-3 | 庸才幸運   | 2023年2月2日  | ISBN 978-626-347-440-6 |
| 2    |        | 2022年4月4日  | ISBN 978-4-08-883116-9 | 一切化為La | 2025年2月27日 | ISBN 978-626-372-854-7 |
| 3    |        | 2022年7月4日  | ISBN 978-4-08-883158-9 |            |               |                        |
| 4    |        | 2022年9月2日  | ISBN 978-4-08-883225-8 |            |               |                        |
| 5    |        | 2022年11月4日 | ISBN 978-4-08-883356-9 |            |               |                        |
| 6    |        | 2023年1月4日  | ISBN 978-4-08-883421-4 |            |               |                        |
| 7    |        | 2023年4月4日  | ISBN 978-4-08-883450-4 |            |               |                        |
| 8    |        | 2023年5月2日  | ISBN 978-4-08-883549-5 |            |               |                        |

## 反響
本作獲得下一部人氣漫畫大賞2022紙本漫畫類別的第5名。
2022年11月，官方宣布單行本累計發行量突破35萬冊。

## 外部連結
- PPPPPP - 集英社《週刊少年Jump》官方網站 （页面存档备份，存于）（日語）
- PPPPPP的X（前Twitter）（日語）